# Krivulja Sierpińskog
Krivulja Sierpińskog je beskonačno gusta krivulja koju je opisao poljski matematičar Wacław Franciszek Sierpiński. Za razliku od Peanove i Hilbertove, ova je krivulja zatvorena. Osim toga, složenija je jer, osim pravih, sadrži i kutove od 45°.

## Konstrukcija
Svaka se iteracija dobije tako da se prethodna upola smanji te se naprave još tri kopije. Te se četiri krivulje translatiraju tako da vrhovi "kosog" dijela iz prethodne iteracije budu na polovištima okomitih i vodoravnih stranica iz ove iteracije (vidi sliku desno). Tada se svakoj krivulji iz ove iteracije oduzme "kosa" stranica najbliža središtu kvadrata u kojem se krivulja crta te se vrhovi oduzetih stranica spoje s dva najbliža vrha susjednih oduzetih stranica. Krivuljom Sierpińskog nazivamo krivulju koja se dobije kad broj iteracija teži u beskonačno.
- nulta iteracija
- prva iteracija
- druga iteracija
- treća iteracija
- četvrta iteracija
- peta iteracija

## Svojstva
Duljina krivulje Sierpińskog jednaka je {\displaystyle l_{n}={2 \over 3}(1+{\sqrt {2}})2^{n}-{1 \over 3}(2-{\sqrt {2}}){1 \over 2^{n}}}, gdje je n broj iteracije. Iz ovog se može vidjeti da duljina raste eksponencijalno s porastom broja iteracije.
Površina koju zatvara ova krivulja jest konačna. Najlakše ju je izračunati ako sliku prve iteracije podijelimo na 64 kvadrata (polje od 8 puta 8 kvadrata). Tada vidimo (jednostavnim brojenjem) da je unutar krivulje površina jednaka površini 22 kvadrata. Drugu iteraciju podijelimo na 256 jednakih kvadrata te izbrojimo površinu 102 kvadratića. Treću bismo iteraciju podijelili na 1024 kvadratića te izbrojili površinu od 422 unutar krivulje. Ukupna se površina može prikazati kao zbroj površine prve iteracije i geometrijskog reda kvocijenta 1/4:
{\displaystyle {\frac {22}{64}}+\left({\frac {14}{256}}+{\frac {14}{1024}}+\cdots \right)={\frac {22}{64}}+{\frac {\frac {14}{256}}{1-{\frac {1}{4}}}}={\frac {5}{12}}}.

## Vanjske poveznice
- java applet  Arhivirana inačica izvorne stranice od 4. srpnja 2007. (Wayback Machine)